# Sakon Nakhon (tỉnh)
Sakon Nakhon (tiếng Thái: สกลนคร, phiên âm: Xa-con Na-khon) là một tỉnh thuộc vùng Isan của Thái Lan. Các tỉnh giáp ranh gồm (từ phía bắc theo chiều kim đồng hồ): Nong Khai, Nakhon Phanom, Mukdahan, Kalasin và Udon Thani.

## Địa lý
Tỉnh này nằm trên cao nguyên Khorat, không xa sông Mê Kông. Hồ Nong Han - hồ tự nhiên đông bắc Thái Lan gần thành phố Sakon Nakhon là một nơi nghỉ mát nổi tiếng của cư dân địa phương. Núi Phu Phan là biên giới tự nhiên của tỉnh này với phía nam.

## Biểu tượng
Ấn chương của tỉnh in hình Phrathat Choeng Chum, một phù đồ xây theo kiến trúc Lào thời vương quốc Ayutthaya trên một prang xây theo kiểu Campuchia.
Loài cây biểu tượng của tỉnh là cây chuối và cây bằng lăng nước (Lagerstroemia speciosa).

## Các đơn vị hành chính
Tỉnh này có 18 huyện (amphoe). Các huyện được chia ra 125 xã  (tambon) và 1323 làng (muban).
| 1. Mueang Sakon Nakhon 2. Kusuman 3. Kut Bak 4. Phanna Nikhom 5. Phang Khon 6. Waritchaphum 7. Nikhom Nam Un 8. Wanon Niwat 9. Kham Ta Kla | 1. Ban Muang 2. Akat Amnuai 3. Sawang Daen Din 4. Song Dao 5. Tao Ngoi 6. Khok Si Suphan 7. Charoen Sin 8. Phon Na Kaeo 9. Phu Phan |